# 比利亚拉桑
比利亚拉桑，是西班牙卡斯蒂利亚-莱昂萨莫拉省的一个市镇。 总面积15平方公里，总人口387人（2001年），人口密度26人/平方公里。